# Синников, Анатолий Сергеевич
Анатолий Сергеевич Синников (21 июня 1915, Новое Село, ныне Ленинградская область — 22 августа 2005) — командир роты 748-го стрелкового полка 206-й стрелковой дивизии 47-й армии Воронежского фронта, старшина. Герой Советского Союза.

## Биография
Родился в семье служащего. Русский. Окончил 7 классов Тихвинской единой трудовой школы 2-й ступени. В 1935 году окончил Костромской техникум водного транспорта леса и получил специальность техника по сплаву леса. Затем был направлен на работу в Карельскую АССР. В 1936—1939 годах работал техником в Паданском и Кандалакшском леспромхозах, был техническим руководителем, начальником лесопункта и техником-лесоводом Ухтинского ЛПХ. С 1939 по 1941 год трудился в отделе лесного хозяйства Ругозерского леспромхоза.
В Красной Армии с октября 1941 года. Участник Великой Отечественной войны с июля 1942 года. Сражался на Воронежском и 1-м Украинском фронтах.
Командир роты 748-го стрелкового полка старшина А. С. Синников в ночь на 26 сентября 1943 года первым в полку со своей роты переправился у села Пекари через Днепр и повёл бойцов на штурм высоты. Захватив её, в течение нескольких часов отбивал контратаки противника. Лично уничтожил пулемётную точку и до 10 гитлеровцев. Был ранен, но не покинул поля боя.
Указом Президиума Верховного Совета СССР от 3 июня 1944 года за мужество и отвагу, проявленные во время форсировании Днепра и удержания захваченного плацдарма, старшине Анатолию Сергеевичу Синникову присвоено звание Героя Советского Союза с вручением ордена Ленина и медали «Золотая Звезда».
В 1944 году по состоянию здоровья А. С. Синников был демобилизован из рядов Красной Армии. После войны вернулся на работу в Устьянский леспромхоз, где работал до сентября 1945 года. Член ВКП(б) с 1946 года.
В 1950 году окончил Архангельский лесотехнический институт. В 1956 году А. С. Синников получил учёную степень кандидата сельскохозяйственных наук, стал доцентом кафедры лесных культур и деканом заочного факультета лесных культур. Он написал 78 научных работ, подготовил двух аспирантов, которые защитили кандидатские диссертации.
В 1950—1965 годах на преподавательской работе в Архангельском лесотехническом институте, в 1965—1980 годах директор Архангельского научно-исследовательского института леса и лесохимии Гослесхоза СССР, а в 1980—1985 годах старший научный сотрудник этого же учебного заведения. Неоднократно принимал участие в ВДНХ и был удостоен серебряной и бронзовой медалей выставки. С 1985 года А. С. Синников — на пенсии. В 1986 году заслуженный ветеран стал делегатом учредительной конференции Всесоюзной организации ветеранов войны и труда. С 1987 года первый председатель Ломоносовского районного совета ветеранов войны и труда. Был членом Архангельского городского совета ветеранов.
Жил в Архангельске. Скончался 22 августа 2005 года. Похоронен на Вологодском кладбище в Архангельске.

## Награды
Награждён орденом Ленина, орденом Октябрьской Революции, орденом Отечественной войны 1-й степени, орденом Красной Звезды, медалями, в том числе «За трудовую доблесть», грамотой Всероссийского совета ветеранов войны и труда.